# Jiutepeca zamorana
Jiutepeca zamorana är en insektsart som beskrevs av Rauno E. Linnavuori och Delong 1978. Jiutepeca zamorana ingår i släktet Jiutepeca och familjen dvärgstritar. Inga underarter finns listade i Catalogue of Life.